# Мизинцев, Михаил Евгеньевич
Михаи́л Евге́ньевич Ми́зинцев (род. 10 сентября 1962, деревня Аверинская, Сямженский район, Вологодская область, РСФСР, СССР) — российский военачальник. Заместитель министра обороны России по материально-техническому обеспечению Вооружённых сил (24 сентября 2022 — 27 апреля 2023), генерал-полковник (2017).
Начальник Центрального командного пункта Генерального штаба Вооружённых сил Российской Федерации (2012—2014). Начальник Национального центра управления обороной Российской Федерации (2014—2022). Заместитель командира ЧВК «Вагнер» с мая 2023 года.
В мировой прессе и заявлениях ЕС за участие в военных действиях прозван «мясником Мариуполя» (англ. Butcher of Mariupol).
Из-за вторжения России на Украину находится под международными санкциями Евросоюза, Великобритании и ряда других стран.
Подозревается в совершении ряда военных преступлений.

## Биография
Родился 10 сентября 1962 года в деревне Аверинской Сямженского района Вологодской области.
В 1980 году окончил Калининское суворовское военное училище. С 1980 по 1984 год проходил обучение в Киевском высшем общевойсковом командном училище. По окончании училища с 1984 по 1989 год — командир разведывательного взвода, командир разведывательной роты танкового полка танковой дивизии в Группе советских войск в Германии; потом в Западной группе войск с 1989 по 1990 год начальник штаба — заместитель командира разведывательного батальона танковой дивизии общевойсковой армии.
С 1990 по 1991 год начальник разведки мотострелкового полка мотострелковой дивизии общевойсковой армии, с 1991 по 1993 год — командир мотострелкового батальона (горного) мотострелкового полка мотострелковой дивизии в Закавказском военном округе.
С 1993 по 1996 год слушатель Военной академии имени М. В. Фрунзе. По окончании академии, с 1996 по 2001 год старший офицер-оператор Главного оперативного управления Генерального штаба Вооружённых сил Российской Федерации.
С 2001 по 2003 год слушатель Военной академии Генерального штаба Вооружённых сил Российской Федерации.
С 2003 по 2007 год начальник группы Главного оперативного управления Генерального штаба ВС РФ.
С 2007 по 2010 год начальник оперативного управления — заместитель начальника штаба Московского военного округа, с 2010 по 2011 год начальник оперативного управления — заместитель начальника штаба Северо-Кавказского военного округа, с 2011 по 2012 год начальник оперативного управления — заместитель начальника штаба Южного военного округа.
В августе 2012 года назначен начальником Центрального командного пункта Генерального штаба Вооружённых сил Российской Федерации.
22 февраля 2014 года присвоено воинское звание «генерал-лейтенант».

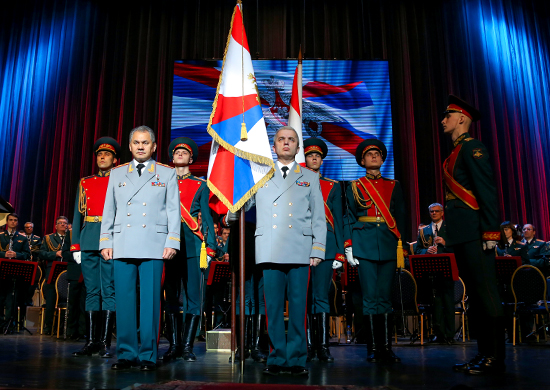
Вручение Михаилу Мизинцеву штандарта начальника Национального центра управления обороной Российской Федерации,
22 декабря 2014 года

После создания Национального центра управления обороной Российской Федерации в декабре 2014 года, является его начальником. 22 декабря 2014 года Министр обороны Российской Федерации вручил личный штандарт начальнику Национального центра управления обороной генерал-лейтенанту Михаилу Мизинцеву.
После начала военной операции в Сирии был руководителем межведомственного координационного штаба Российской Федерации по возвращению беженцев на территорию Сирийской Арабской Республики.
С 2022 года принимает участие во вторжении российских войск на Украину. Во время осады Мариуполя Мизинцев, как сообщается, лично руководил войсками.
24 сентября 2022 года стало известно, что Мизинцев сменил генерала армии Дмитрия Булгакова на должности заместителя министра обороны России по материально-техническому обеспечению Вооружённых сил, которую тот занимал с 2010 года. Освобождён от должности 27 апреля 2023 года. 30 апреля Минобороны сообщило, что вместо него назначен генерал-полковник из Росгвардии Алексей Кузьменков.
С мая 2023 года — заместитель командира ЧВК «Вагнер».

## Связь с ЧВК вагнер
27 апреля 2023 года генерал Михаил Мизинцев был освобождён от должности заместителя министра обороны указом президента РФ. Уже в начале мая Евгений Пригожин официально объявил о его переходе в ряды ЧВК «Вагнер». По словам Пригожина, Мизинцев занял пост заместителя командующего ЧВК под руководством Дмитрия Уткина (позывной «Вагнер»).
Как сообщали Telegram-каналы, близкие к ЧВК («Grey Zone», «Позывной Брюс» и др.), решение пригласить Мизинцева было принято лично руководством группы на фоне острой нехватки опытных управленцев, способных грамотно выстраивать снабжение фронтовых подразделений.
Практически сразу после перехода Мизинцева в ЧВК «Вагнер» в СМИ и соцсетях появились фото- и видеоматериалы, на которых он посещает учебные полигоны, общается с инструкторами и бойцами. В этих публикациях подчёркивалось, что генерал будет курировать вопросы организации боевого снабжения, логистики и тылового обеспечения — сферу, в которой он имел большой опыт ещё со времён службы в Министерстве обороны.
Пригожин в своих комментариях подчеркивал высокий профессионализм Мизинцева, называя его человеком, который «знает, как выстраивать цепочки снабжения и обеспечивать передовые позиции всем необходимым».
Назначение столь высокопоставленного военного специалиста в ЧВК «Вагнер» вызвало широкий резонанс как в России, так и за её пределами. Многие аналитики расценили этот шаг как символ углубляющегося конфликта между ЧВК и официальным военным командованием страны. Российские военкоры рассматривали переход Мизинцева как своеобразный вызов Генштабу и Министерству обороны, которые, по мнению Пригожина, недостаточно поддерживали интересы ЧВК на фронте.
Некоторые эксперты также отмечали, что приход генерала может заметно усилить материально-техническое обеспечение «Вагнера» и наладить более эффективное взаимодействие между боевыми и тыловыми структурами частной военной компании.

## Критика
Мизинцев обвиняется в военных преступлениях, в том числе украинским правозащитником Александрой Матвийчук, которая заявила, что он должен нести ответственность за военные преступления в Международном уголовном суде в Гааге.
Обвинялся в жестокости в отношении мирного населения Евросоюзом, британскими, чешскими, израильскими, американскими, арабскими, австрийскими и украинскими СМИ, которые его прозвали «мариупольским мясником».
Мизинцев отверг эти обвинения, обвинив украинские силы в создании «ужасной гуманитарной катастрофы», обвинив батальон «Азов» в укрытии внутри драматического театра и больницы и заявив, что он позволит «безопасный выход» любому сдавшемуся в Мариуполе. Его утверждения были поставлены под сомнения неподконтрольными РФ источниками, которые заявили, что беженцы подвергаются нападениям и отправляются в фильтрационные лагеря.

## Санкции
14 марта 2022 года, на фоне нападения России на Украину, Мизинцев включён в санкционный список Канады «соратников режима» за «поддержку выбора президента Путина вторгнуться в мирную и суверенную страну».
31 марта 2022 года министр иностранных дел Великобритании Лиз Трасс объявила, что Мизинцев был добавлен в санкционный список Великобритании за «планирование и осуществление осады и обстрела Мариуполя».
3 июня 2022 года Мизинцев внесён в санкционные списки стран Евросоюза «как командующий, контролирующий осаду Мариуполя, где он использовал тактику, ранее применявшуюся при осаде Алеппо, в Сирии, который руководил бомбардировками Мариуполя российскими войсками. В частности, Мизинцева обвиняют в организации обстрелов города Мариуполя, в результате которых погибли тысячи мирных жителей, включая обстрел мариупольского роддома и театра, в результате которого погибли сотни детей».
1 ноября 2022 года внесён в санкционный список Новой Зеландии как «причастный к подрыву суверенитета и территориальной целостности Украины».
По аналогичным основаниям находится под санкциями Японии, Украины, Швейцарии и Австралии.

## Награды
- Орден «За заслуги перед Отечеством» 3 степени[48]
- Орден «За заслуги перед Отечеством» 4 степени с изображением мечей
- Орден Александра Невского[49]
- Орден Жукова
- Орден Почёта
- Орден «За службу Родине в Вооружённых Силах СССР» III степени
- Медали СССР
- Медали РФ
- Почётный гражданин Сямженского муниципального района[50]
- Государственная премия Российской Федерации имени Маршала Советского Союза Г. К. Жукова